# Marquard Adolph Barth

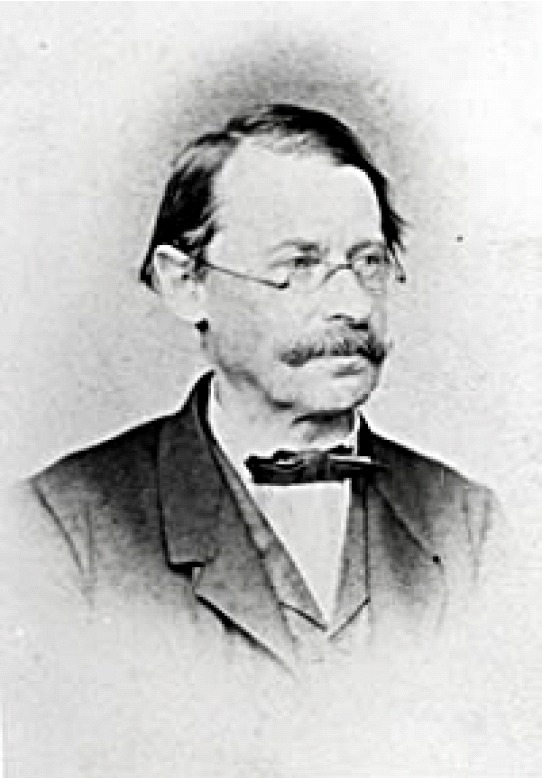
Marquard Adolph Barth

Marquard Adolph Barth (* 1. September 1809 in Eichstätt; † 23. Mai 1885 in Würzburg) war ein bayerischer Jurist und Politiker.

## Leben und Wirken
Marquard Barths Vater Anton Barth war zeitweise Bürgermeister von Augsburg. Sein Bruder Karl wurde ebenfalls liberaler Politiker. Barth studierte Rechtswissenschaften und schloss das Studium in München 1832 mit der Promotion ab. Während seines Studiums wurde er 1828 Mitglied der Burschenschaft Marcomannia München. Seit 1837 arbeitete er als Rechtsanwalt in Kaufbeuren und später in München. Gleichzeitig betätigte Barth sich als Autor und Herausgeber juristischer Schriften.
Im Jahr 1848 war er Mitglied des Vorparlaments und wurde zum Mitglied der deutschen Nationalversammlung gewählt. Dort gehörte er zunächst dem linken Zentrum an. Später gehörte er zu den Gründern der Fraktion Augsburger Hof. Barth unterstützte die kleindeutsche Lösung. Er gehörte daher 1849 der Kaiserdeputation des Parlamentes an. Am 26. Juni 1849 nahm er an der Gothaer Versammlung teil.
Zwischen 1855 und 1871 war er Mitglied der zweiten Kammer des bayerischen Landtages. Er war dort führender Politiker der bayerischen Fortschrittspartei. Er vertrat liberale Ziele und setzte sich weiter für die deutsche Einigung in einem kleindeutschen Sinn ein. Er gehörte seit 1863 zu den führenden Oppositionspolitikern gegen den Ministerpräsidenten Ludwig von der Pfordten. In den Jahren 1865/66 war er Vorsitzender des bayerischen Gesetzgebungsausschusses. Trotz seiner preußenfreundlichen Haltung ging kurz vor Ausbruch des Deutschen Krieges eine Adresse des Abgeordnetenhauses auf Barth zurück, in dem sowohl die preußische wie auch die österreichische Politik kritisiert und stattdessen eine Reform des Deutschen Bundes gefordert wurde. Nachdem er am 30. August 1866 bereits mit Joseph Völk und Gustav Hohenadel im Landtag einen Antrag auf näheren Anschluss an Preußen gestellt hatte, sprach er sich auch 1867 für den engeren Anschluss Bayerns an Preußen aus.
Barth gehörte 1869 bis 1871 dem Zollparlament an, nachdem er die Stelle des 1868 in Neustadt an der Aisch gewählten, aber das Amt nicht annehmenden Fabrikanten Carl Crämer aus Doos getreten war. Im Zollparlament war er Leiter der Fraktion „Zur Mainbrücke“. Zwischen 1869 und 1871 gab Barth den Kommentar zur neuen bayerischen Zivilprozessordnung heraus. Als Mitglied der Liberalen Reichspartei (Gruppe Schauß-Völk) wurde er im März 1871 im Wahlkreis Mittelfranken 6 (Rothenburg ob der Tauber) in den Reichstag gewählt. Bereits im Sommer 1871 erlosch sein Mandat wegen seiner Ernennung zum Reichsoberhandelsgerichtsrat. Er war von 1871 bis zu seiner Pensionierung 1879 Rat am Reichsoberhandelsgericht in Leipzig.

## Schriften
- Beiträge zur Lehre vom Haupt-Eid im Civilprozesse, vom Standpunkte der Philosophie und Legislation, des römischen und des heutigen gemeinen Rechtes, Dissertation, Augsburg 1832 (Digitalisat der BSB).
- Die Erde und ihre Bewohner: Eine unterhaltende und belehrende Lesegabe für Freunde der Länder- und Völkerkunde, Augsburg 1833 (Digitalisat der BSB)
- Civilistisches Promptuarium oder Realencyclopädie des gemeinen Civilrechtes und Civilprocesses in alphabetischer Ordnung, Augsburg 1837, Erster Band, Heft 1, 2.
- Sammlung auserlesener, theils ursprünglich deutscher, theils aus dem Lateinischen übersetzter Dissertationen aus dem Gebiete des gemeinen Civilrechtes und Civilprocesses, Augsburg 1835–41.
- Commentar zur neuen Civilprozeßordnung für das Königreich Bayern, 3 Bände, Nördlingen 1869/70/71, Band 1, 2.
- Die Verfassung des Deutschen Reichs, Nördlingen 1871.